# Chazey-Bons
Chazey-Bons è un comune francese di 743 abitanti situato nel dipartimento dell'Ain della regione dell'Alvernia-Rodano-Alpi. Il 1º gennaio 2017 gli è stato accorpato il comune di Pugieu, mantenendo però al nuovo comune la denominazione di Chazey-Bons.

## Società

### Evoluzione demografica
Abitanti censiti